# لقاحات السل
لقاحات السل هي لقاحات مخصصة للوقاية من مرض السل. اقترح العلاج المناعي كوسيلة للدفاع ضد مرض السل لأول مرة في عام 1890 من قبل روبرت كوخ. اليوم، لقاح السل الفعال الوحيد الشائع الاستخدام هو لقاح باسيلوس كالميت-غيرين (BCG)، الذي استخدم لأول مرة على البشر في عام 1921. وهو يتألف من سلالات موهنة (ضعيفة) من عصية السل في الماشية. يوصى به للأطفال في البلدان التي ينتشر فيها مرض السل.
يعاني نحو ثلاثة من كل 10000 شخص حصل على اللقاح من آثار جانبية، والتي عادة ما تكون طفيفة إلا في الأفراد الذين يعانون من ضعف شديد في المناعة. في حين أن لقاح باسيلوس كالميت-غيرين يوفر حماية فعالة إلى حد ما للرضع والأطفال الصغار (بما في ذلك الدفاع ضد التهاب السحايا السلي والسل الدخني)، فإن فعاليته لدى البالغين متغيرة، تتراوح من 0٪ إلى 80٪. جرى اعتبار العديد من المتغيرات مسؤولة عن النتائج المختلفة. إن الطلب على تطوير العلاج المناعي لمرض السل موجود لأن المرض أصبح مقاومًا للأدوية بشكل متزايد.
توجد لقاحات السل الأخرى في مراحل مختلفة من التطوير، بما في ذلك:
- MVA85A، هو لقاح ناقل فيروسي يستخدم فيروس MVA المصمم للتعبير عن مستضد عصية السل في الخلايا المضيفة. وكانت التجارب البشرية والحيوانية مخيبة للآمال.
- rBCG30 هو نسخة من لقاح باسيلوس كالميت-غيرين المصمم للتعبير عن كمية أكبر من مستضد معين. وقد أظهر نتائج واعدة في الاختبارات على الحيوانات في عام 2003[3] والمرحلة الأولى من التجارب البشرية في عام 2008.[4]
- MTBVAC، وهو شكل مخفف من بكتيريا السل المتفطرة. انتهي من تجارب المرحلة الثانية في عامي 2021 و2022؛ بدأت تجارب المرحلة الثالثة في عام 2022 وستستمر حتى عام 2029.[5][6]
- M72/AS01E، يتكون من اثنين من مستضدات بروتين عصية السل مع المادة المساعدة AS01. الغرض منه هو الوقاية من مرض السل لدى الأشخاص الذين يعانون من عدوى كامنة. تم الانتهاء من تجارب المرحلة الثانية الواعدة في عام 2018، ومن المقرر إجراء تجارب المرحلة الثالثة.[7]

ويجري تطوير لقاحات جديدة من خلال مبادرة لقاح السل (TBVI).

## تطوير اللقاحات
يلزم التطعيم الفعال لتعزيز الإدارة الناجحة والدائمة لوباء السل. على الرغم من أن منظمة الصحة العالمية (WHO) تؤيد جرعة واحدة من لقاح باسيلوس كالميت-غيرين، فقد تم توحيد إعادة التطعيم باستخدام لقاح باسيلوس كالميت-غيرين في معظم البلدان، ولكن ليس كلها. ومع ذلك، لم يتم إثبات فعالية الجرعات المتعددة بعد.
يسير تطوير اللقاح عبر عدة مسارات:
- تطوير لقاح رئيسي جديد ليحل محل لقاح باسيلوس كالميت-غيرين
- تطوير وحدات فرعية أو لقاحات معززة لتكملة لقاح باسيلوس كالميت-غيرين
  - ما قبل العدوى
  - الداعم للقاح باسيلوس كالميت-غيرين
  - ما بعد العدوى
  - اللقاح العلاجي

نظرًا لأن لقاح باسيلوس كالميت-غيرين لا يوفر حماية كاملة ضد مرض السل، فقد صممت اللقاحات لتعزيز فعالية لقاح باسيلوس كالميت-غيرين. لقد انتقلت الصناعة الآن من تطوير بدائل جديدة إلى اختيار أفضل الخيارات المتاحة حاليًا للتقدم إلى الاختبارات السريرية. يتميز MVA85A بأنه المرشح المعزز الأكثر تقدمًا حتى الآن.

### بدائل طرق التقديم
يُعطى لقاح باسيلوس كالميت-غيرين حاليًا داخل الأدمة. لتحسين الفعالية، تم توجيه مناهج البحث نحو تعديل طريقة تقديم التطعيمات.
يمكن للمرضى تلقي MVA85A داخل الأدمة أو كرذاذ عن طريق الفم. وقد أثبت هذا المزيج الخاص أنه وقائي ضد غزو الفطريات في الحيوانات، ويمكن تحمل كلا الوضعين جيدًا. إن الحافز التصميمي وراء توصيل الرذاذ الجوي هو استهداف الرئتين بسرعة وسهولة ودون ألم على النقيض من التطعيم داخل الأدمة. في دراسات الفئران، يسبب التطعيم داخل الأدمة في حدوث التهاب موضعي في موقع الحقن بينما لم يسبب MVA85A تأثيرات غير مرغوب فيها. وقد عثر على علاقة بين طريقة التطعيم وفعالية حماية اللقاح. تشير البيانات البحثية إلى أن توصيل الهباء الجوي لا يتمتع بمزايا فسيولوجية واقتصادية فحسب، ولكن أيضًا لديه القدرة على استكمال التطعيم النظامي.

### معوقات في التنمية
لقد تأخر علاج السل والوقاية منه مقارنة بالموارد والجهود البحثية المبذولة في أمراض أخرى. ولا ترى شركات الأدوية الكبرى استثمارات مربحة بسبب ارتباط مرض السل بالعالم النامي.
يعتمد التقدم في تصميمات اللقاحات بشكل كبير على النتائج في النماذج الحيوانية. النماذج الحيوانية المناسبة نادرة لأنه من الصعب تقليد مرض السل في الأنواع غير البشرية. ومن الصعب أيضًا العثور على نوع لاختباره على نطاق واسع. أجريت معظم الاختبارات على الحيوانات للقاحات السل على الفئران والأبقار والأنواع غير الرئيسية. اعتبرت دراسة أجريت عام 2013 أن سمك الزرد كائن حي نموذجي مناسب لتطوير اللقاحات قبل السريرية.